# 뮤즈그레인
뮤즈그레인(MuzGrain)은 전주교육대학교 음악교육과, 사회교육과 학생들이 결성한 밴드이다. "뮤즈그레인"이란 이름은 Music+Groove+Rain의 합성어이다.

## 활동 내역
지난 2006년, ‘MBC 대학가요제’에서 가장 뛰어난 기량을 선보였음에도 단 하나의 상도 받지 못해 논란의 중심에 섰던 “무관의 제왕” 뮤즈그레인. 당시 이들의 재즈와 클래식을 접목한 실험적인 음악과 매혹적인 보컬은 음악 팬들의 마음을 단번에 사로잡았고 이는 곧 열렬한 지지로 나타났다.
이후 싱글앨범 발표 등 다양한 활동을 이어오던 뮤즈그레인은 멤버들의 군 입대로 인해 공백기를 가지게 되었다. 폭발적이고 감성적인 보컬 김승재는 군 생활 중 슈퍼스타K4에 출연하여 화제가 되었다. 당시 불렀던 여자 친구에게 보내는 편지 형식의 ‘잘 지내라’는 이러한 사연 때문에 고무신 까페에서 큰 화제를 일으켰고, 네이버 메인 페이지에도 데모버전이 소개되었다. (최근 앨범에 수록)
현재 뮤즈그레인은 전주를 기반으로 각종 페스티벌과 전국투어 월간 공연을 이어가고 있다. 2015년에는 네이버 뮤지션리그 베스트리거에 선정되었고, 그 해 12월 29일에는 미니앨범 ‘Take Care’를 발매하였다. 이 앨범은 ‘네이버 뮤직 추천 앨범’에 선정되는 등 곳곳에서 잔잔한 반향을 일으키고 있다.

## 앨범 내역
2006년 10월 1일 / '2006 MBC 대학가요제'
```
<수록곡>
12. InTo The Rain
```

2009년 9월 24일 / 디지털싱글 '웃는다'
```
<수록곡>
1. 웃는다
2. 그림자 달
3. 웃는다(Inst)
4. 그림자 달(Inst)
```

2015년 12월 29일 / 미니앨범 'MuzGrain 1st mini album [Take Care]'
```
<수록곡>
1. 꽃잎,사랑
2. 잘 지내라
3. 손바닥엔 비
4. 손바닥
5. 연인 곁에서
6. 너 때문이야
7. 달의 소네트
```

2016년 11월 8일 / 디지털싱글 '비밀 폴더'
```
<수록곡>
1. 비밀 폴더
2. 비밀 폴더(Inst)
```

2017년 2월 27일 / 디지털싱글 '내 안에 불이 끓어올라요'
```
<수록곡>
1. 내 안에 불이 끓어올라요
2. 내 안에 불이 끓어올라요(Inst)
```

2017년 10월 19일 / 정규 1집 '눈부신 밤'
```
<수록곡>
1. #54
2. 버스 정류장에서
3. 내 안에 불이 끓어올라요(Remastered)
4. 여기
5. 눈부신 밤
6. 사랑해
7. 매일
8. 비밀 폴더(Remastered)
9. 널 사랑하다가
10. Ending Credit
```

2018년 2월 28일 / 디지털싱글 'Light'
```
<수록곡>
1. Light
2. Light(Inst)
```

2019년 10월 16일 / 미니앨범 'Trip to Muju'
```
<수록곡>
1. 여행날 아침
2. 자전거 산책
3. 떠나는 소녀
4. 낚시
5. 치마 입은 남자
6. 급류
```

## 멤버
<현재 멤버>
- 김승재 (보컬&기타)
- 변동준 (피아노)
- 홍대희 (드럼)
- 이종원 (일렉기타)
- 고은혁 (베이스기타)
- 엄유경 (바이올린)

<이전 멤버>
- 김창현 (기타)
- 김순오 (콘트라베이스)
- 진병섭 (마라카스)
- 이혜영 (바이올린)
- 최은석 (드럼)
- 정웅 (드럼)